# 拉戈季
50°3′26″N 34°16′21″E / 50.05722°N 34.27250°E
拉戈季（烏克蘭語：Лагоди），是烏克蘭中部的村莊，隸屬波爾塔瓦州的波爾塔瓦區。該村分別距離瓦西列-烏斯季米夫卡3公里和傑伊卡利夫卡5公里，面積0.53平方公里，海拔高度147米，2001年人口60。